# Martina Apostolova
Martina Apostolova (în bulgară Мартина Апостолова; n. 6 ianuarie 1990) este o actriță de teatru și film și fostă fotbalistă bulgară. A debutat cinematografic cu rolul principal titular din filmul dramatic Irina (2018, regia Nadejda Koseva).

## Tinerețe
Martina Apostolova s-a născut la 6 ianuarie 1990 la Blagoevgrad, Bulgaria. A locuit pentru scurt timp în Germania.
A fost o fotbalistă profesionistă care a jucat pentru LP Super Sport Sofia și ulterior pentru echipa națională feminină de fotbal a Bulgariei.
A absolvit Noua Universitate Bulgară (în bulgară Нов български университет) în 2013, specializarea actorie. A lucrat ca actriță a Teatrului Nikola Vapțarov din Blagoevgrad.

## Carieră
A început să joace în piese de teatru din primul an de facultate. A apărut pentru prima dată pe scenă în piesa Visul unei nopți de vară de William Shakespeare, în regia profesoarei sale, Snejina Petrova.
În 2018 a debutat în actorie în rolul principal titular din Irina. A câștigat diverse premii pentru interpretarea sa, inclusiv un premiu Trandafirul de Aur (în bulgară Златна роза).
În 2020, Apostolova a fost distinsă cu premiul Shooting Stars din partea European Film Promotion⁠(d).
Din martie 2021 a jucat rolul Eunice în piesa Un tramvai numit dorință la Teatrul Azarian, în regia lui Cassiel Noah Asher.
În 2022 a jucat în rolul principal în filmul de aventuri științifico-fantastic distopic bulgaro-canadian Phi 1.618, regizat de Teodor Ușev.

## Filmografie

### Filme de cinema
| An   | Titlu      | Rol       | Note        |
| ---- | ---------- | --------- | ----------- |
| 2018 | Irina      | Irina     |             |
| 2019 | Whole      | Iana      | Scurtmetraj |
| 2020 | 10 secunde | Alexandra | Scurtmetraj |
| 2022 | Phi 1.618  | Gargara   |             |

### Televiziune
| An   | Titlu        | Rol  | Note |
| ---- | ------------ | ---- | ---- |
| 2017 | Viață furată | Nina |      |